# Verkehrsbeeinflussungsanlage

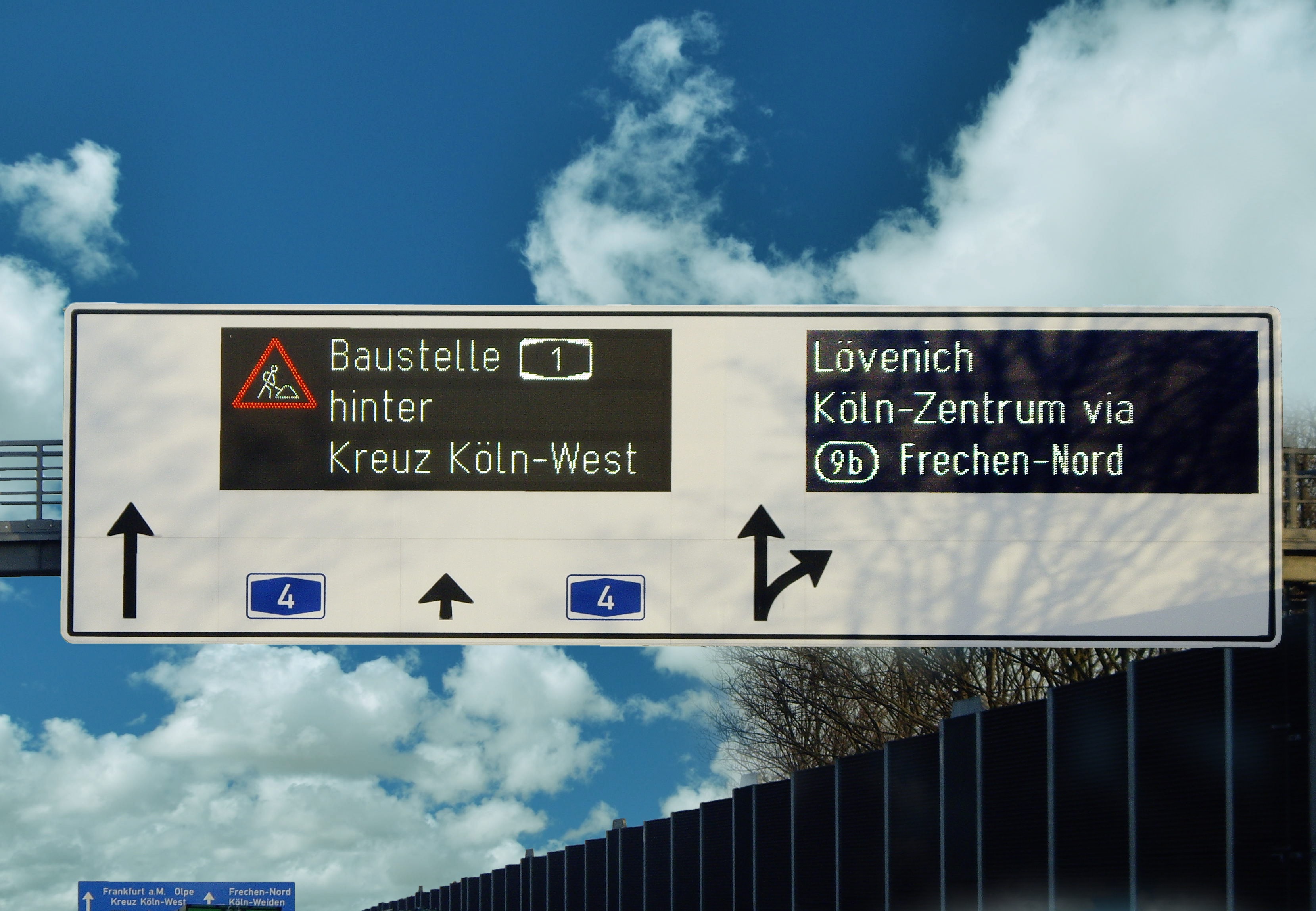
VBA auf der A 4 bei Köln in Deutschland

Der Begriff Verkehrsbeeinflussungsanlage (kurz VBA) wird in der Regel für technische Einrichtungen an Autobahnen und Schnellstraßen verwendet, die vom Betreiber der Straße (Straßenerhalter) errichtet wurden, um den Verkehrsfluss auf einem oder mehreren Abschnitten, an Knotenpunkten oder im gesamten Netz durch kollektive Beeinflussung zu verbessern. Verkehrsbeeinflussungsanlagen sind verkehrstechnische Anlagen für Zwecke des Verkehrsmanagements.

## Zweck
Aufgabe der Verkehrsbeeinflussungsanlage ist neben der Verbesserung der Verkehrsqualität (Level of Service) und dem Verhindern von instabilen Verkehrszuständen (Stoßwellen und Staus) die Erhöhung der Verkehrssicherheit durch Reduktion der Geschwindigkeitsvarianz im Fahrzeugkollektiv sowie die optimale Verteilung der Fahrten auf die verfügbare Infrastruktur. Des Weiteren werden Verkehrsbeeinflussungsanlagen zur Absicherung von gefährlichen Strecken (lange Tunnels, Bergstrecken) und Behinderungen (Baustellen, Unfälle, Tunnelsperren, Staus, Nebel) betrieben.

## Arten

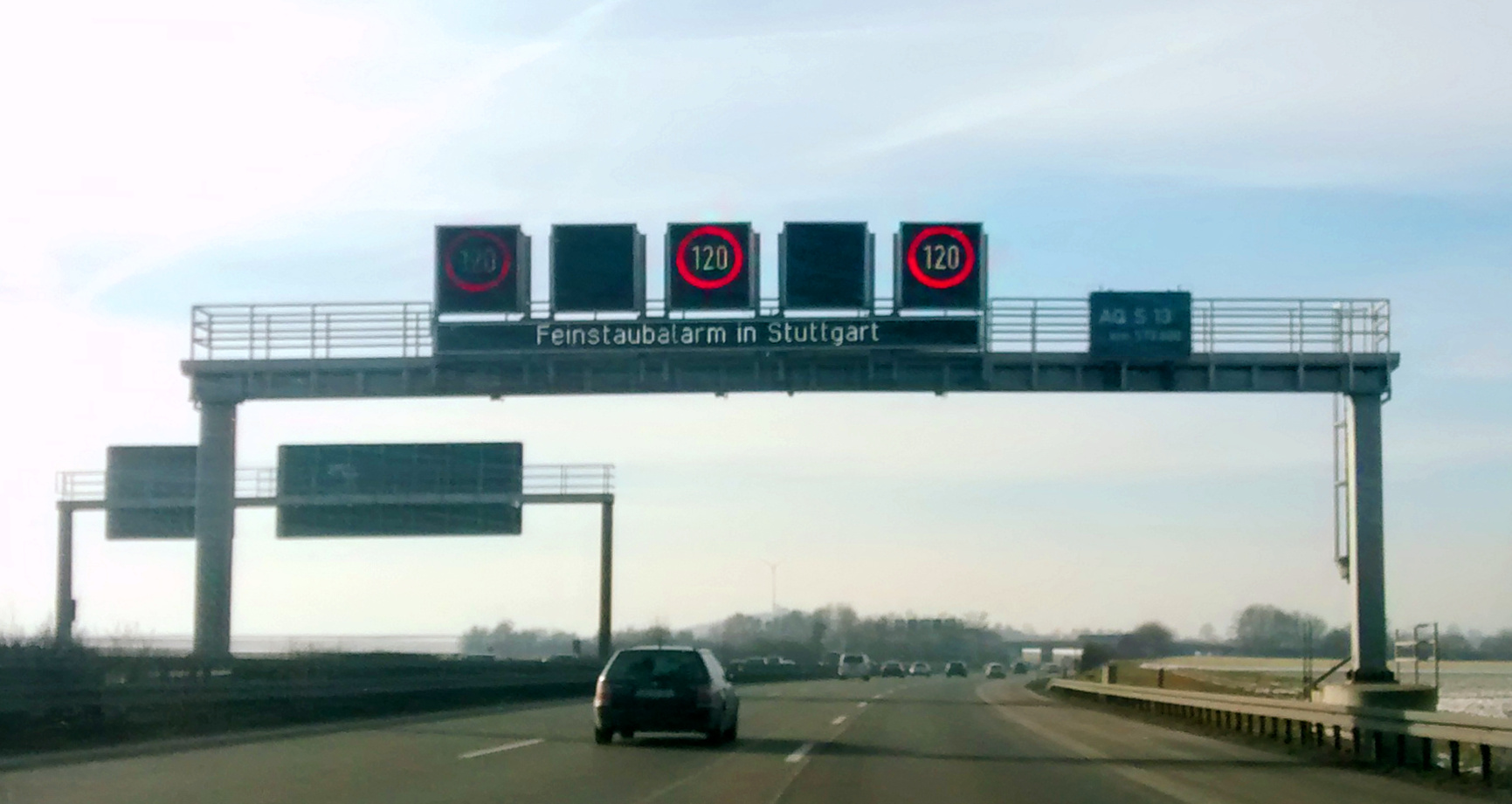
Verkehrsbeeinflussungsanlage mit der Information Feinstaubalarm in Stuttgart auf der A 81

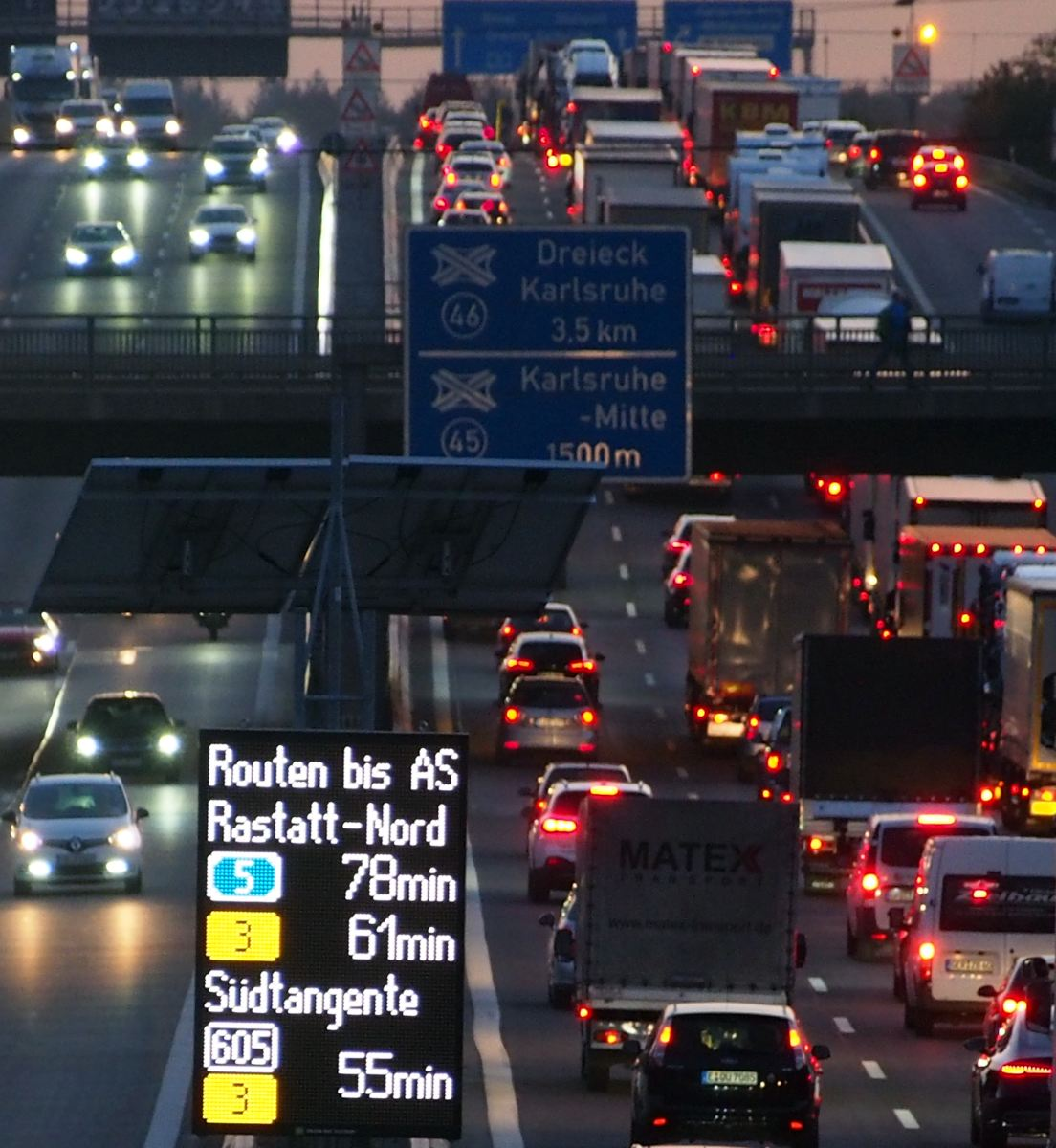
Ablenkung von der baustellenbedingt überlasteten A 5 auf eine Kreisstraße

Folgende Arten von Verkehrsbeeinflussungsanlagen kommen zur Anwendung:
- Knotenbeeinflussungsanlagen dienen dazu, an Konfliktpunkten des Verkehrs die konkurrierenden Verkehrsströme zeitlich zu trennen. Dazu gehören Verkehrslichtsignalanlagen (VLSA) an niveaugleichen Knoten und Rampensteuerungen an Autobahnauffahrten.
- Netzbeeinflussungsanlagen (kurz NBA), auch Netzsteuerungsanlagen genannt, lenken den Verkehr über Wechselwegweisersysteme von überlasteten oder grenzbelasteten Strecken auf jene Netzteile, die noch Reserven aufweisen. Eine Ablenkung des Autobahnverkehrs in das Sekundärnetz wird in der Regel nicht gewünscht und ist meist nur bei einer Totalsperre der hochrangigen Straße erlaubt.
- Streckenbeeinflussungsanlagen (kurz SBA) dienen zur Stabilisierung des Verkehrsflusses an einer knotenfreien Strecke und beinhalten Anlagen zur Geschwindigkeitshomogenisierung (Wechselverkehrszeichen) und zur Fahrstreifensignalisierung (Sperre von Fahrstreifen), sowie Anlagen zur Bevorzugung von Fahrten auf speziell gewidmeten Fahrstreifen (Busfahrstreifen, Fahrgemeinschaftsspuren).
- Temporäre Seitenstreifenfreigabe (TSF) ermöglicht auf stark belasteten Schnellstraßen die Freigabe des Seitenstreifens für den fließenden Verkehr. Die Kapazität des Streckenabschnittes wird zusätzlich erhöht.
- Zuflussregelungsanlagen (kurz ZRA; im englischsprachigen Raum: ramp metering) dienen dazu, den Zufluss auf Schnellstraßen bei hohen Verkehrsbelastungen gezielt zu dosieren. Auf diese Weise wird verhindert, dass permanent Fahrzeuge auf die Schnellstraße auffahren und so den fließenden Verkehr stören bzw. abbremsen.

## Teilsysteme

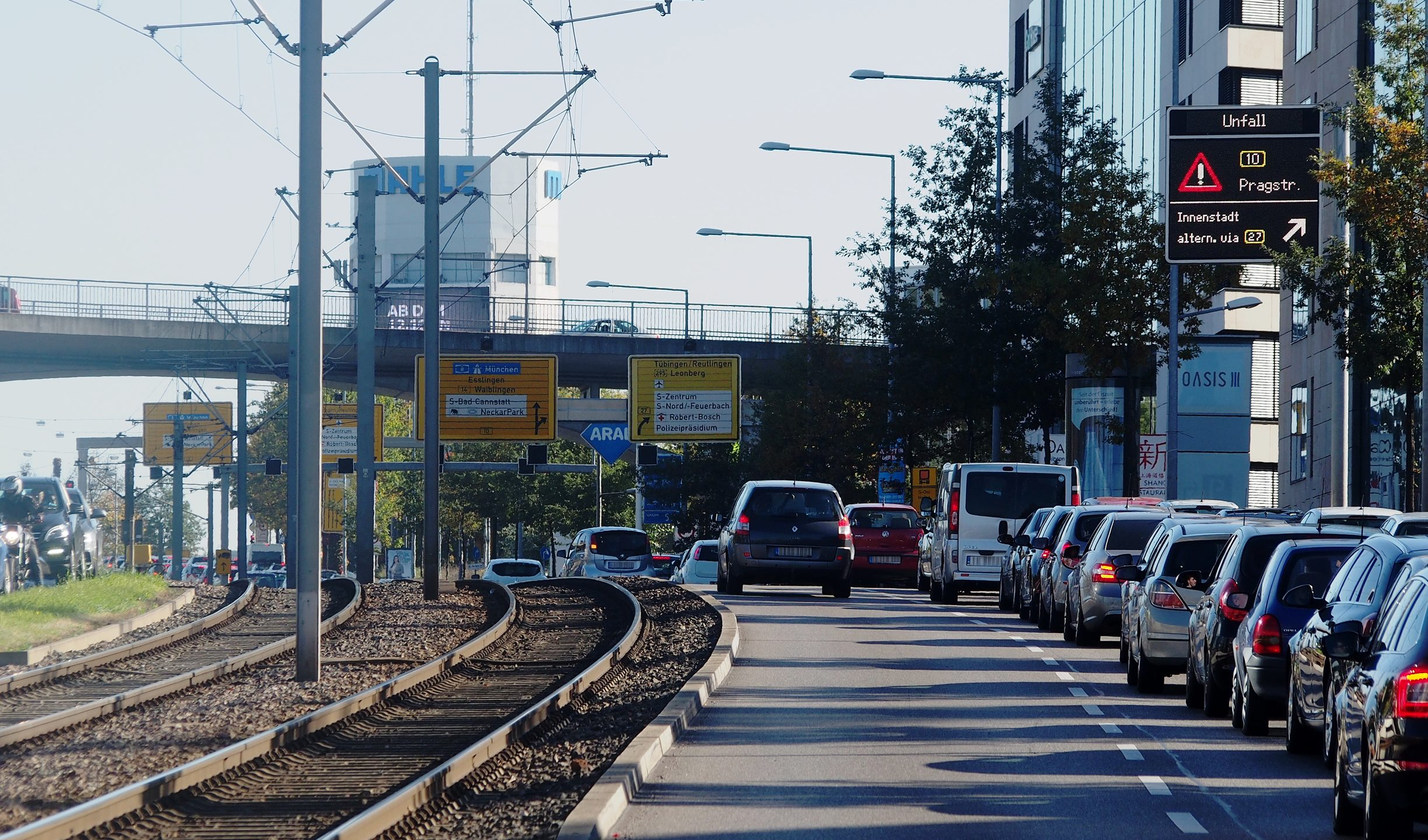
Prismenwegweiser und ein Leuchtpanel mit einem Unfallhinweis

Verkehrsbeeinflussungsanlagen sind aus folgenden Teilsystemen aufgebaut:
1. Sensorsysteme (Induktionsschleifen, Infrarotsensoren, Video) zur Erfassung von Verkehrskenngrößen (Verkehrsmenge, Verkehrsdichte, lokale Geschwindigkeit).
2. Rechnerzentralen und Unterzentralen zur Auswertung der Datenströme und zur Aktivierung der koordinierten Strategien.
3. Übertragungseinrichtungen zur Kommunikation zwischen den Feldgeräten und den Zentralen.
4. Kollektive Aktuatoren (Signale, Verkehrszeichen) zur Umsetzung der geschalteten Strategie in visuelle Symbole für die Kraftfahrer.
5. Verkehrsüberwachungseinrichtungen zur Sicherung der Einhaltung der aktivierten Strategien durch die Verkehrsteilnehmer.

## Wirksamkeit
Im Rahmen vieler Untersuchungen und Studien wurde die Wirksamkeit von Verkehrsbeeinflussungsanlagen geprüft und bestätigt. Dabei wurde festgestellt, dass die Unfallzahlen auf unfallauffälligen Strecken mit Hilfe von Streckenbeeinflussungsanlagen in Abhängigkeit von den örtlichen Verhältnissen um 20 bis 30 % gesenkt werden konnten. Des Weiteren führen Streckenbeeinflussungsanlagen insbesondere bei hohem Verkehrsaufkommen zu einer Stabilisierung des Verkehrsflusses (Reduzierung oder gar Verhinderung von Stauungen). Die dadurch erreichte Kapazitätssteigerung des Streckenabschnittes liegt bei etwa 5 bis 10 % (verglichen mit ähnlichen Streckenabschnitten ohne VBA).
Netzbeeinflussungsanlagen weisen eine ähnlich positive Bilanz auf. So ist es mit ihrer Hilfe möglich, in Abhängigkeit vom Straßennetz bis zu 15 % des Gesamtverkehrs auf Alternativrouten umzuleiten. Auf diese Weise kann die Verkehrsbelastung auf der Originalroute gesenkt werden und die Verkehrsqualität verbessert werden.

## Verkehrsbeeinflussungsanlagen in Europa

### Deutschland
Der weitere Aufbau von Anlagen zur Verkehrsbeeinflussung und zur Verkehrssteuerung ist ein verkehrspolitischer Schwerpunkt der deutschen Bundesregierung. Eine Übersicht und eine Liste über bestehende und geplante Verkehrsbeeinflussungsanlagen sind im Rahmen des „Projektplan Straßenverkehrstelematik 2015“ bei der Bundesanstalt für Straßenwesen zu finden.

### Österreich

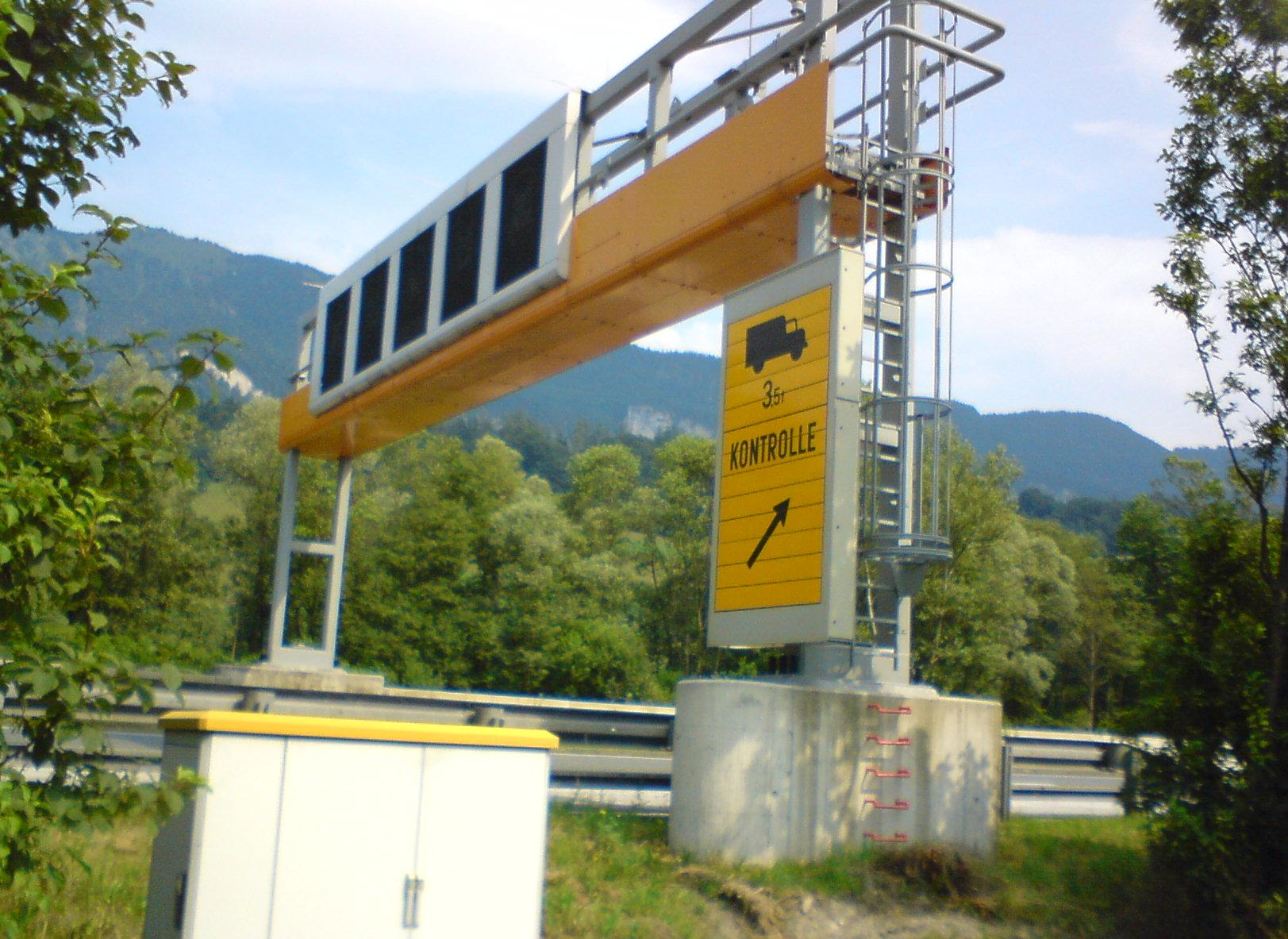
Verkehrsbeeinflussungsanlage auf der Inntal Autobahn (A 12) bei Radfeld in Tirol

In Österreich können etwa 800 Fahrrichtungskilometer – 19 Prozent des gesamten Netzes – mittels VBA gesteuert werden. So sind zum Beispiel die wichtigsten Transitrouten mit Verkehrsbeeinflussungsanlagen ausgestattet. Dazu zählen die West Autobahn A 1 (VBA Umwelt), die Tauern Autobahn A 10 (VBA Umwelt), die Inntal Autobahn A 12 und die Brenner Autobahn A 13.
Weitere VBA sind auf folgenden Autobahnen und Schnellstraßen installiert:
- Süd Autobahn A 2
- Südost Autobahn A 3
- Ost Autobahn A 4
- Mühlkreis Autobahn A 7
- Pyhrn Autobahn A 9 (VBA Umwelt)
- Wiener Außenring Autobahn A 21
- Südosttangente Wien A 23
- Wiener Außenring Schnellstraße S 1
- Mühlviertler Schnellstraße S 10

Neben den bereits den in Betrieb befindlichen VBA sind noch weitere Anlagen in Österreich geplant bzw. im Aufbau begriffen. Für die Städte Graz, Salzburg und Linz existieren bereits Grobplanungen.

### Polen
In Polen nimmt der Aufbau von Anlagen zur Verkehrsbeeinflussung und zur Verkehrssteuerung kontinuierlich zu. Die ersten Anlagen wurden im Zuge der Mautvorbereitung auf den Abschnitten der Autobahn A4 von Breslau nach Gliwice (160 km) und der Autobahn A2 von Konin nach Łódź (103 km) im Jahr 2010 angebracht. Des Weiteren wurde die komplette Strecke der Autobahn A8 und der Schnellstraße S69 mit modernen Verkehrsbeeinflussungsanlagen ausgestattet.
Bis 2014 soll das „Nationale System der Verkehrssteuerung“ (Krajowy System Zarządzania Ruchem, KSZR) für Autobahnen, Schnellstraßen und Nationalstraßen entstehen. Die Aufgaben dieses Systems werden die Überwachung des Verkehrsflusses, der Wetterbedingungen, der Wartungszustand von Straßen und Unfällen, und folglich die Verwaltung der Situation auf den Straßen, die Bereitstellung von Informationen über die Verkehrsbedingungen und die Lenkung des Verkehrs auf Umleitungen sein. Basierend auf Messungen von Wetterstationen wird das System Warnungen für Fahrer auf den Anlagen anzeigen. Es werden Meldungen über eine rutschige Oberfläche, Seitenwind, Nebel oder Unfall zu sehen sein. Zusätzlich werden auf den Anlagen das Tempolimit eingeblendet, das abhängig von den Fahrbedingungen variieren wird. Dieses System soll insgesamt 500 Millionen Złoty kosten. Die wichtigsten Straßen des Landes sollen bis 2016 mit Verkehrsbeeinflussungsanlagen ausgestattet werden.